# Gastre
Gastre ist die Hauptstadt des Departamento Gastre in der Provinz Chubut im südlichen Argentinien. In der Klassifikation der Gemeinden in der Provinz Chubut ist Gastre als Landgemeinde (Comuna Rural) eingestuft.

## Geschichte
Die Besiedlung des Gebietes erfolgte 1904 und entwickelte sich nur langsam weiter. 
Der Name des Ortes leitet sich vom Tehuelche-Ausdruck Gástrrek ab, mit dem ein weit verbreiteter Busch in der Region bezeichnet wird. Die Tehuelche nutzten seine gemahlenen Wurzeln, um sie mit Fett oder Wasser gemischt zu essen. Eine andere Bedeutung des Ortsnamens könnte gestreifter Platz sein.

## Wirtschaft
In Gastre dominiert die Viehwirtschaft in Form der Schafzucht. Das Gebiet ist reich an Bodenschätzen (Blei, Silber, Zink, Kupfer, Gold), die in der Mine Angela ausgebeutet werden.
In der Zone existieren Einrichtungen der Comisión Nacional de Energía Atómica (CNEA), die über viele Jahre die Möglichkeit der Einrichtung eines atomaren Endlagers studierte.